# أراليا شوكية الأوراق
أراليا شوكية الأوراق (الاسم العلمي:Aralia spinifolia) هي نوع من النباتات تتبع جنس الأراليا من الفصيلة الأرالية.